# The Hurdy Gurdy Man
| Recensione                        | Giudizio        |
| --------------------------------- | --------------- |
| AllMusic                          | [ 1 ]           |
| The New Rolling Stone Album Guide | [ 2 ]           |
| Sputnikmusic                      | 3.9 (Excellent) |
| Piero Scaruffi                    | [ 4 ]           |
| 24.000 dischi                     | [ 5 ]           |

The Hurdy Gurdy Man è il sesto album in studio del cantautore scozzese Donovan, pubblicato nell'ottobre del 1968.
I brani contenuti nell'album: Hurdy Gurdy Man e Jennifer Juniper, pubblicati come singoli, si piazzarono rispettivamente al n. 5 ed al n. 26 nella classifica statunitense Billboard Hot 100.

## Tracce
Lato A
Testi e musiche di Donovan P. Leitch.
1. Hurdy Gurdy Man – 3:18
2. Peregrine – 3:36
3. The Entertaining of a Shy Girl – 1:40
4. As I Recall It – 2:07
5. Get Thy Bearings – 2:51
6. Hi It's Been a Long Time – 2:36
7. West Indian Lady – 2:17

Lato B
Testi e musiche di Donovan P. Leitch.
1. Jennifer Juniper – 2:40
2. The River Song – 2:14
3. Tangier – 4:10
4. A Sunny Day – 1:55
5. The Sun Is a Very Magic Fellow – 2:45
6. Teas – 2:33

Edizione CD del 2005, pubblicato dalla EMI Records (7243 8 73568 2 5)
Testi e musiche di Donovan P. Leitch.
1. Hurdy Gurdy Man – 3:15
2. Peregrine – 3:36
3. The Entertaining of a Shy Girl – 1:39
4. As I Recall It – 2:07
5. Get Thy Bearings – 2:51
6. Hi It's Been a Long Time – 2:36
7. West Indian Lady – 2:16
8. Jennifer Juniper – 2:40
9. The River Song – 2:13
10. Tangier – 4:11
11. A Sunny Day – 1:55
12. The Sun Is a Very Magic Fellow – 2:44
13. Teas – 2:33
14. Teen Angel – 2:16 – Bonus Track
15. Poor Cow – 2:56 – Bonus Track
16. Lalena – 2:53 – Bonus Track
17. Aye My Love – 2:05 – Bonus Track
18. What a Beautiful Creature You Are – 2:41 – Bonus Track - Previously Unreleased
19. Colours – 4:16 – Bonus Track
20. Catch the Wind – 5:02 – Bonus Track

## Musicisti
- Donovan - voce, chitarra, tanbur (brano: Hurdy Gurdy Man), harmonium (brani: Peregrine e Tangier), armonica (brano: Teen Angel)
- Alan Parker - chitarra elettrica (brano: Hurdy Gurdy Man)
- Big Jim Sullivan - chitarra elettrica (brani: Colours e Catch the Wind)
- John Paul Jones - basso,  (brani: Hurdy Gurdy Man, Colours e Catch the Wind)
- Clem Cattini - batteria (brano: Hurdy Gurdy Man)
- Danny Thompson - basso
- Tony Carr - batteria, percussioni
- John Cameron - pianoforte, harmonium (brano: Poor Cow)
- John Carr - bonghi, percussioni
- Harold McNair - flauto, sax
- David Snell - armonica a bocca (brano: Jennifer Juniper)
- Deirdre Dodds - oboe (brano: Jennifer Juniper)
- Lulu - voce (brano: What a Beautiful Creature You Are)[7]